# آملی لوندال
هِلْگا آمِلی لونْدال (زاده ۲۶ مه ۱۸۵۰ – درگذشته ۲۰ اوت ۱۹۱۴) نقاش فنلاندی بود.

## پیشینه
او در اولو متولد شد، وکوچکترین فرزند از یازده فرزند خانواده بود. مادرش زمانی که او سه‌ماهه بود و پدرش در هشت سالگی وی درگذشتند.

## تحصیل

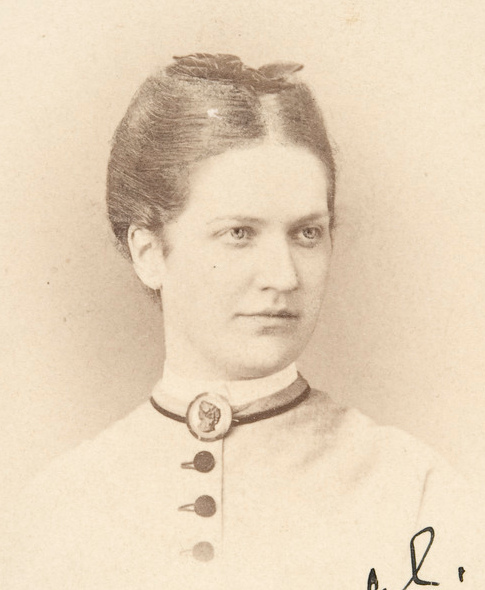
لوندال در ۱۸۶۰–۱۸۷۵

از ۱۸۶۰ تا ۱۸۶۲، او درمدرسه خصوصی سوئد در اولو و از سال ۱۸۷۲ تا ۱۸۷۶ در دانشکده هنرهای زیبا، هلسینکی و مدت کوتاهی در مدرسه هنر و طراحی استکهلم به آموزش و تخصیل مشغول بود. آملی لوندال از سال ۱۸۷۷ تا ۱۸۸۱ در آکادمی ژولیان با تونی رابرت-فلوری و دیگران تحصیل کرد. او در مجموع دوازده سال در آنجا ماند و برتاین مکان مورد علاقه او برای نقاشی شد.

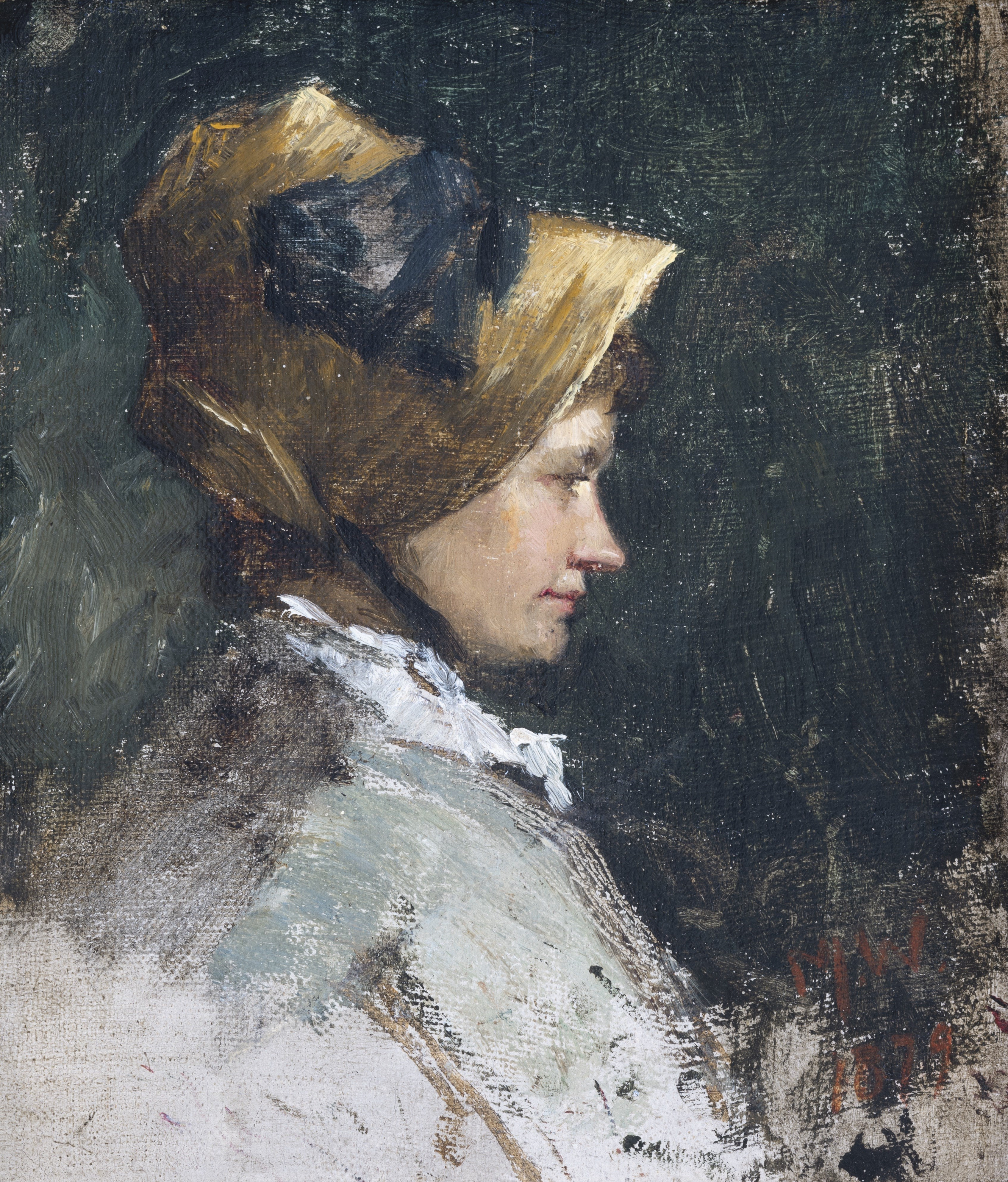
پرتره اثر ماریا وییک، ۱۸۷۹

پس از بازگشت به فنلاند در سال ۱۸۸۹، او و ویکتور وسترهولم به رونق مجمع هنرمندان اونینگبو، در در جزایر الند کمک کردند.

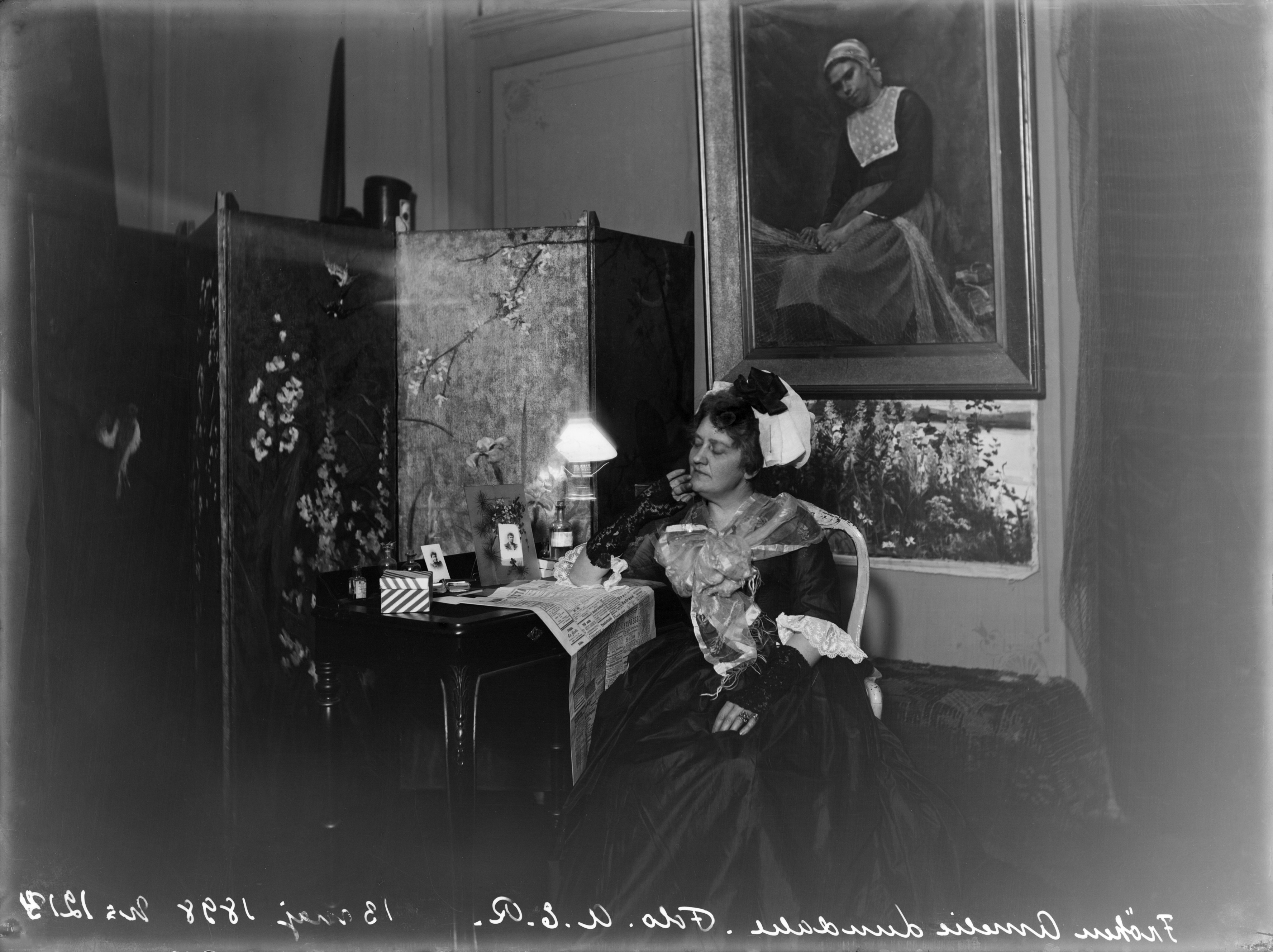
در خانه او در سال ۱۸۹۸

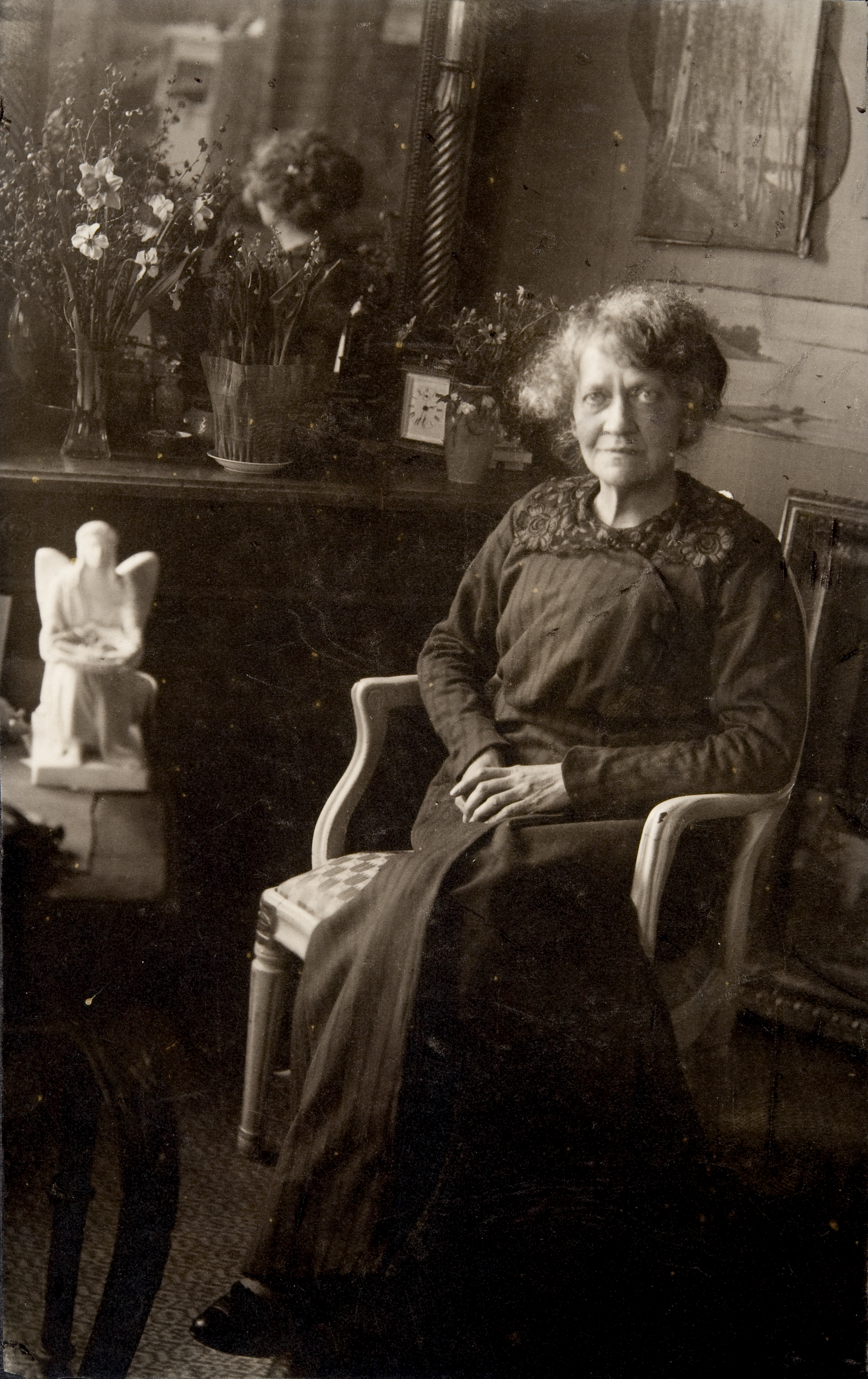
لوندال در سال ۱۹۱۴

او در سال ۱۹۱۴ در هلسینکی درگذشت. اعتقاد بر این است که مرگ او ناشی از سرطان خون بوده‌است.

## نگارخانه
- دختری از برتاین ۱۸۸۰
- خارج از کلیسا ۱۸۸۰
- دختری در برگ‌های درختان جنگل ۱۸۸۰
- ۱۸۸۷
- بهار: دختر جنگل
- پسرها کنار خلیج ۱۸۸۱
- منظره ۱۸۸۱
- سر یک دختر ۱۸۸۲
- ۱۸۸۳
- دختری که کوزه دارد ۱۸۸۴
- دختر مزرعه ۱۸۸۵
- دختر ماهیگیر ۱۸۸۰
- ۱۸۸۵ قبل از شنا
- در وسط گل‌ها ۱۸۸۷
- رقصنده ۱۸۸۸
- قلعه راین ۱۸۸۸
- آبیاری گل‌ها توسط دختر ۱۸۹۰
- ۱۹۰۰ پرتره